# Вадим (Лазебный)
Митрополи́т Вади́м (в миру Влади́мир Анато́льевич Лазе́бный; род. 14 октября 1954, пос. Губкин, Белгородская область) — епископ Русской православной церкви, митрополит Ярославский и Ростовский, глава Ярославской митрополии.

## Биография
Родился 14 октября 1954 года в посёлке Губкин (ныне — город, центр Губкинского городского округа Белгородской области) в семье рабочего.
В 1972 году поступил в Одесскую духовную семинарию.
С 1974 по 1976 год проходил службу в Советской Армии. По возвращении из армии восстановился в семинарии.
В 1977 году окончил семинарию и поступил в Московскую духовную академию.
В 1978 году рукоположён в сан диакона. В 1979 году ректором МДАиДС архиепископом Владимиром (Сабоданом) пострижен в монашество.
В 1980 году архиепископом Курским и Белгородским Хризостомом (Мартишкиным) рукоположён во иеромонаха.
В 1981 году окончил академию со степенью кандидата богословия за сочинение «Реформа духовного образования в Римско-Католической Церкви в свете решений II Ватиканского Собора».
С мая 1978 года по октябрь 1981 года состоял референтом, а затем заведующим канцелярией Отдела внешних церковных сношений.
В 1981 году направлен в распоряжение архиепископа Курского и Белгородского Хризостома (Мартишкина). Был назначен клириком Всехсвятского храма Курска (служил в нём по 1984 год).
В августе 1984 года был назначен настоятелем Александро-Невского храма в Старом Осколе и благочинным храмов Старооскольского округа.
С февраля по октябрь 1985 года был секретарём Иркутского епархиального управления.
С 1985 по 1988 год — настоятель Никольского храма Владивостока, благочинный храмов Приморского округа.
В 1987 году возведён в сан игумена, в 1988 году — архимандрита.
С 1988 по 1990 год — настоятель Крестовоздвиженского храма Иркутска, секретарь Иркутского епархиального управления и благочинный храмов Иркутского округа.

### Архиерейство
Решением Священного синода от 25 января 1990 года избран епископом Иркутским и Читинским.
4 февраля в Богоявленском патриаршем соборе Москвы состоялась его епископская хиротония, которую возглавил митрополит Крутицкий и Коломенский Ювеналий (Поярков).
С 26 января по 18 августа 1990 года временно управлял Новосибирской епархией.
В 1991 году временно управлял вновь образованной Магаданской и Камчатской епархией (29 января — 25 мая) и Хабаровской епархией (31 января — 27 декабря).
Управляя епархией, много внимания уделил почитанию святителя Иннокентия (Кульчицкого). В первый год своего архиерейства добился возвращения епархии его мощей, в 1995 году учредил ежегодную премию имении святителя Иннокентия для православных литераторов, живописцев, деятелей науки и искусства. В тот же год было начато регулярное проведение в епархии декабрьских «Иннокентиевских вечеров».
С 21 апреля 1994 года в связи с образованием Читинской и Забайкальской епархии епископу Вадиму было определено носить титул «Иркутский и Ангарский».
С 6 октября 1999 года по 30 января 2000 года временно управлял Читинской епархией.
25 февраля 2000 года в Богоявленском соборе в Москве патриархом Алексием II возведён в сан архиепископа.
С 9 мая по 1 августа 2010 года временно управлял Якутской и Ленской епархией.
6 октября 2011 года назначен главой новообразованной Иркутской митрополии и временно управляющим Саянской епархией (управлял до 2 декабря 2013 года), выделенной из состава Иркутской епархии. 8 октября возведён в сан митрополита.
26 декабря 2019 года решением Священного синода назначен преосвященным Ярославским и Ростовским, управляющим Ярославской епархией и главой Ярославской митрополии вместо почисленного на покой митрополита Пантелеимона (Долганова). Одновременно стал временно исполняющим обязанности ректора Ярославской духовной семинарии в соответствии с решением Священного Синода от 26 февраля 2019 года: «решение Священного Синода об освобождении от управления епархией архиерея, являющегося ректором семинарии, относящейся к данной епархии, также имеет силу освобождения данного архиерея от должности ректора, а назначение на эту кафедру иного архиерея имеет силу назначения его временно исполняющим обязанности ректора с рассмотрением вопроса о назначении ректора на одном из следующих заседаний Священного Синода».
20 ноября 2020 года утверждён в должности священноархимандрита Спасо-Яковлевского Димитриева мужского монастыря города Ростова Великого Ярославской области.
29 декабря 2020 года освобождён от исполнения обязанностей ректора Ярославской духовной семинарии в связи с назначением её ректором иерея Олега Овчарова.
С 24 сентября 2021 года — и. о. ректора Ярославской духовной семинарии.

## Награды
- Орден Дружбы (11 августа 2000 года) — за большой вклад в укрепление гражданского мира и возрождение духовно-нравственных традиций[10]
- Почётная грамота Президента Российской Федерации (5 сентября 2011 года) — за заслуги в развитие духовно-нравственных традиций и активную просветительскую деятельность[11].
- Орден святого благоверного князя Даниила Московского II степени
- Орден святителя Иннокентия, митрополита Московского и Коломенского, II степени[12]
- Почётный гражданин г. Иркутска (2001)[13].
- Почётный гражданин Иркутской области (2004)[14].